# Epicauta rubricollis
Epicauta rubricollis es una especie de coleóptero de la familia Meloidae.

## Distribución geográfica
Habita en Etiopía.